# Florian Fromlowitz
Florian Fromlowitz (ur. 2 lipca 1986 roku w Kaiserslautern) – niemiecki piłkarz grający na pozycji bramkarza w klubie FC Homburg.

## Historia
Fromlowitz swoją karierę zaczynał w klubie któremu od młodych lat kibicował 1. FC Kaiserslautern. Latem 2004 roku podpisał swój pierwszy profesjonalny kontrakt w karierze. Swój debiut w Bundeslidze zaliczył 25 lutego 2006 roku w meczu z 1. FSV Mainz 05. O miejsce między słupkami walczył z Jürgenem Macho, jednak pod koniec sezonu został przesunięty do drugiej drużyny i marzenia prysły. W sezonie 2006/2007 nie rozegrał żadnego meczu w barwach 1. FC Kaiserslautern, a pierwszym bramkarzem znowu był Jürgen Macho. W sierpniu 2007 został pierwszym bramkarzem klubu z Kaiserslautern, ponieważ Jürgen Macho postanowił opuścić szeregi drużyny.
Dnia 2 kwietnia 2008 roku, Fromlowitz podpisał kontrakt z Hannoverem 96 mając zostać następcą Roberta Enke.

## Reprezentacja
Jak na razie Fromlowitz rozgrywał tylko mecze w młodzieżowych drużynach reprezentacji Niemiec.